# سه‌گانگی (فیلم ۱۹۹۵)
سه‌گانگی (هندی: त्रिमू्र्ति) یا سه‌پیکر فیلمی هندی است که در سال ۱۹۹۵ منتشر شد. از بازیگران آن می‌توان به آنیل کاپور، جکی شروف، شاهرخ خان، سعید جعفری، و هیمانی شیوپوری اشاره کرد.